# Svenska skolan i Lahtis
Svenska skolan i Lahtis är en svenskspråkig kommunal skola i det enspråkigt finska Lahtis, som kan betraktas som en svensk språkö. Skolan har 2020 ett hundratal elever samt en förskoleklass.

## Historia
Svenskspråkig undervisning bedrevs i Lahtis 1877–1922 genom en privat skola med lärarinnan och bokhandlaren Olga Mathilda Ekberg som lärare och eldsjäl. Den svenska skolan fortsatte som folkskola i Statsjärnvägarnas regi, då med en finskspråkig och en svenskspråkig avdelning och två lärare.
Från början av 1990-talet började en grupp föräldrar arbeta för svenskspråkig verksamhet för barn i Lahtis. Föräldrarnas aktivitet ledde så småningom till tanken på en svenskspråkig skola och den kommunala Svenska skolan i Lahtis grundades 2006. En järnvägslinje med persontrafik inleddes samma år mellan Helsingfors och Lahtis och den förväntade ökningen av svenskspråkiga invånare bidrog till att skolan grundades.
Svenska gården invigdes 2019, ett allaktivitetshus med daghem, lågstadium och föreningsaktiviteter. Gården verkar i vad som förut var Anttilanmäen koulu, en finskspråkig skola. Årskurserna 1–6 med sammanlagt 80 elever arbetar där, medan årskurserna 7–9 med 20 elever är utlokaliserade till den finskspråkiga Tiirismaan koulu. Skolan deltog 2015–2019 i ett språkbadsprojekt med statlig finansiering. Språkbadet fortsätter så att förskoleklassen undervisas av två pedagoger och hälften av klassen är språkbadselever. Från hösten 2019 är skolan en "enhetsskola" med årskurserna 0–9, alltså förskola, lågstadium och högstadium.